# ابوالحسن طبری
ابوالحسن طبری طبیبی دانشور و از شاگردان محمد زکریای رازی بوده‌است.
وی در ری می‌زیسته‌است و اهل منطقه ترنجه مابین شهر بابل و آمل در طبرستان بوده‌است. وی در ابتدا پزشک مخصوص ابوعبدالله بریدی حاکم اهواز بود و بعد از مرگ وی در حدود ۹۷۰ میلادی پزشک دربار رکن‌الدوله دیلمی شد. کتاب پزشکی او که به المعالجات البقراطیه معروف است، از بهترین و سودمندترین کتاب‌های پزشکی خوانده شده‌است. او پیرو نظریه مشهور بقراط و جالینوس و زکریای رازی که «طبیب باید فلسفه بداند، طبیب فاضل باید فیلسوف هم باشد» بوده‌است. . ابوالحسن طبری به رغم خدمت در دستگاه امیران و گرفتاری‌های ناشی از آن، فرصت سفر نیز بسیار یافته، از شهرهای بسیار دیدن کرده و از آزموده‌های گروه‌های گوناگون مردم استفاده جسته‌است. وی در طبرستان، ری، اهواز، آبادان، بصره، بغداد، موصل و شام به‌سر برده‌است.

## آثار و از نگاه دیگران
ابن ابی‌اصیبعه و نجیب‌الدین سمرقندی آثار وی را ستوده‌اند. در ۱۹۰۵ میلادی محققان شهر هیرشبرگ ان در برگشتراسه نخستین بار از اهمیت ابوالحسن طبری و این اثر او در تاریخ پزشکی سخن گفتند. به گفته این متن، ابوالحسن پزشکی آزموده و مبتکر بوده که ارزش دانش او و به ویژه نظریاتش دربارهٔ بیماری‌های چشم، کاملاً ناشناخته مانده‌است. در ۱۹۲۷ میلادی محمد رهاب، پس از آنکه زیگریست هنری ارنست استاد انستیتوی پزشکی دانشگاه لایپزیگ توجه او را به ابوالحسن طبری و نسخه خطی این اثر او در مونیخ جلب کرد، بخشهایی از آن و به ویژه بخش مهمی از مقاله هفتم دربارهٔ بیماری‌های پوستی را به زبان آلمانی درآورد. از آن تاریخ، دانشمندان اروپایی با این پزشک ایرانی و نوآوری‌های او آشنا یی یافتند. پژوهشهای نوین، چهره ابوالحسن طبری را به عنوان جست و جوی گری پی گیر، آشکار ساخت.
- المعالجات البقراطیة: برخی از نسخه‌های خطی این اثر در سلیمانیه، بادلیان و نیز در کتابخانه شماره یک مجلس شورای اسلامی نگهداری می‌شود. نسخه ای نیز به خط نفیس بن عوض کرمانی، مشهور، در کتابخانه محیط طباطبایی وجود دارد
- رساله فی ذکر القاروره: نسخه ای از این اثر در دانشگاه تهران وجود دارد
- علاج الاطفال، نسخه ای از این اثر در دانشگاه تهران نگهداری می‌شود
- ۴. مقاله فی طب العین نسخه ای از این اثر در شهر حلب نگهداری می‌شود
- العین فی المعالجات
- القرابادین